# Aero A-29
De Aero A-29 (ook wel bekend als A.29) is een Tsjechoslowaaks militair dubbeldekker-watervliegtuig gebouwd door Aero. De A-29 is een verdere ontwikkeling op de A-11. Om op water te kunnen landen was zij uitgerust met drijvers. De A-29 werd gebruikt bij de training van luchtafweerkanon-personeel.

## Specificaties
- Bemanning: 2
- Lengte: 9,00 m
- Spanwijdte: 12,80 m
- Hoogte 3,10 m
- Vleugeloppervlak 36,5 m2
- Leeggewicht: 1 298 kg
- Volgewicht: 1 677 kg
- Motor: 1× Breitfeld & Daněk Perun II, 179 kW (240 pk)
- Maximumsnelheid: 196 km/h
- Plafond: 6 700 m
- Klimsnelheid: 104 m/min

## Gebruikers
- Tsjechoslowakije